# Bøverdalkerk
Bøverdalkerk (Noors: Bøverdal kirke) is een kerk uit 1864 in de plaats Galdesand in het Bøverdal, in de gemeente Lom (Noorse provincie Oppland).
De architect is Erik Pedersen Rusten.
Het gebouw is van hout, achthoekig van vorm, heeft een galerij en 150 zitplaatsen. De glas-in-loodramen zijn van de hand van Frøydis Haavardsholm en dateren uit 1952, in dat jaar is ook een restauratie uitgevoerd. Het pijporgel is van 1960 en de klokken uit 1864.